# Desa Malasari
Desa Malasari är en administrativ by i Indonesien.   Den ligger i provinsen Jawa Barat, i den västra delen av landet, 70 km sydväst om huvudstaden Jakarta.